# Berg, Bas-Rhin
Berg är en kommun i departementet Bas-Rhin i regionen Grand Est (tidigare regionen Alsace) i nordöstra Frankrike. Kommunen ligger i kantonen Drulingen som tillhör arrondissementet Saverne. År 2022 hade Berg 343 invånare.

## Befolkningsutveckling
Antalet invånare i kommunen Berg
| Referens: INSEE |